# Синельников Кирило Дмитрович
Кири́ло Дми́трович Сине́льников (нар.16 (29) травня 1901, Павлоград, нині Дніпропетровської області — пом.16 жовтня 1966, Харків) — український фізик-експериментатор. Дійсний член АН УРСР (з 1948). Заслужений діяч науки УРСР (1951).

## Біографічні відомості
Народився в родині земського лікаря. Початкову освіту отримав вдома, а потім у Павлоградської чоловічій гімназії (1912).
Вступив на фізико-математичний факультет Кримського (Таврійського) університету ім. М. В. Фрунзе (1920) у Сімферополі. Під час навчання працював на кафедрі фізики (лабораторний механік, лаборант, асистент), займався науковими дослідженнями під керівництвом відомого професора-електротехніка Семена Усатого. Повний курс університету закінчив достроково (1923).
За запрошенням Усатого працював в Азербайджанському державному університеті (м. Баку) старшим викладачем кафедри фізики. У Бакінському університеті виконав перші наукові роботи з електролізу твердого тіла. На V Всесоюзному з'їзді фізиків виступив з доповіддю і привернув увагу відомого фізика Абрама Йоффе, який запросив Синельникова до Ленінградського фізико-технічного інститут (ЛФТІ). Синельников працював там у 1924 − 1928, вивчаючи разом з Ігорем Курчатовим фізику діелектриків, у 1926 році до цієї роботи долучився Антон Вальтер.
З 1928 по 1930 рік стажувався у Великій Британії (Кембридж) у Кавендіській лабораторії Ернеста Резерфорда. Продовжував займатися фізикою твердого тіла. Створив вакуумний електромотор на 180 000 обертів на хвилину. Кандидат фізико-математичних наук (ступінь присвоєно без захисту). Після закінчення стажування повернувся до Харкова (1930).
З 1930 — керівник відділу фізики атомного ядра у фізико-технічному інституті у Харкові (з 1944 — його директор). Під керівництвом К. Синельникова у Харкові вперше було здійснено розщеплення атома (10.10.1932). Заклав основи розвитку ядерної фізики в СРСР. 
Викладав у Харківському механіко-машинобудівному інституті, який у 1949 році ввійшов до складу Харківського політехнічного інституту, а з 1936 року викладав у Харківському державному університеті. Очолював кафедри електронних та іонних процесів, експериментальної фізики, прискорювачів.
Близько 200 наукових праць та винаходів, що стосуються фізики діелектриків, напівпровідників, фізики і техніки високих напруг, ядерної фізики, фізики та техніки вакууму. Високоталановитий експериментатор і винахідник, досконалий знавець ядерних дослідів та організатор дослідної праці, творець школи фізиків-ядерників.
Нагороджений трьома орденами Леніна.
Президія АН УРСР започаткувала премію ім. К. Д. Синельникова (1974). 

## Вшанування пам'яті
У місті Дніпро вулицю Синельниківську перейменували на вулицю Кирила Синельникова.